# La Montagne (periódico)
La Montagne es un periódico regional francés, con sede en Clermont-Ferrand, perteneciente al Grupo Centre France. Distribuido en Auvernia y parte de Limosín, este periódico fue fundado en 1919 por Alexandre Varenne.
Su sede está situada en el número 45 de la rue du Clos-Four, en Clermont-Ferrand.

## Historia
La Montagne fue fundado en 1919 por el político socialista de Auvernia, diputado por Puy-de-Dôme, Alexandre Varenne (1870-1947). En la década de 1920, era el tercer periódico local detrás de L'Avenir (católico) y Le Moniteur (bonapartista y luego republicano). La Montagne se opuso cada vez más a este último después de su compra por Pierre Laval en 1927 (lo que hizo que Le Moniteur evolucionara hacia la centro derecha y luego hacia el apoyo al régimen de Vichy). Criticando los regímenes totalitarios, La Montagne también se opuso al gobierno de Vichy. Debido a la censura, Varenne suspendió su publicación en agosto de 1943.

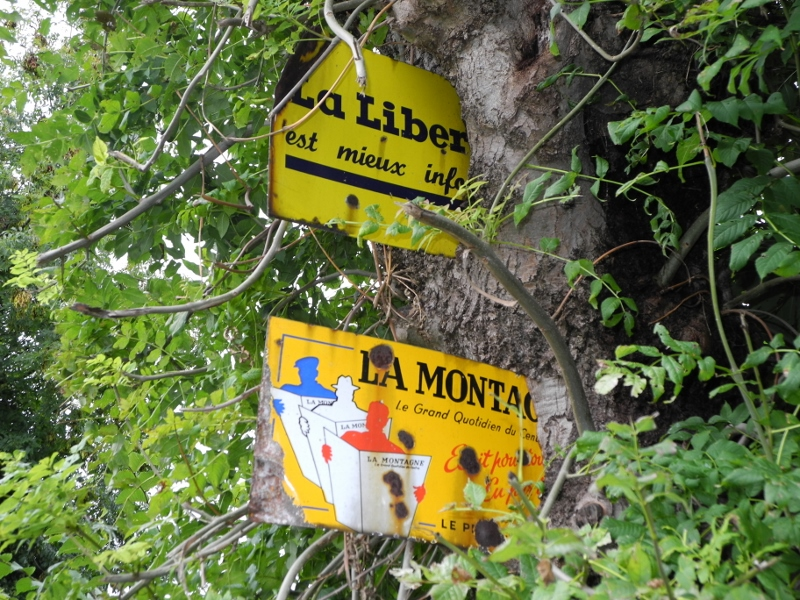
Antiguos paneles publicitarios de los diarios La Liberté y La Montagne.

A diferencia de sus dos competidores, La Montagne fue autorizada a reaparecer durante la Liberación, el 15 de septembre de 1944, mientras que durante la Ocupación se prohibió la publicación de los periódicos de la zona libre.
Después de casi ochenta años instalado en el centro de la ciudad de Clermont-Ferrand, en la calle Morel-Ladeuil, el periódico trasladó su sede en 2008 cerca del estadio Marcel-Michelin, en un antiguo emplazamiento de Michelin, en la calle Clos-Four, frente a La Coopérative de Mai. Las bobinas de papel almacenadas en Brézet regresaron a la sede, mientras que las prensas permanecieron en la antigua dirección de la sede, calle Morel-Ladeuil.
Ante la lenta erosión que afecta a toda la prensa diaria regional (PDR), el diario lanzó en 2002 una nueva fórmula que homogeneizó todos los títulos del grupo, adoptó el formato tabloide el 23 de enero de 2008 e inició una estrategia de diversificación del grupo. en paralelo a su transformación digital.
Desde febrero der 2012, todas las páginas del periódico son en color. Además, el precio del periódico aumenta para «garantizar el equilibrio económico de la empresa».
En 2019, La Montagne celebra su 100 cumpleaños. 
El costo de hacer una edición del periódico es 1,04 €.

## Sitio web
El periódico dispone de un sitio web desde el verano de 2006 (lamontagne.fr). A diferencia de los demás grupos de prensa principales, su particularidad es que cada periodista puede contribuir libremente al sitio publicando despachos y fotografías en línea. De hecho, otros grupos de prensa han adoptado un sistema centralizado con redacciones web desconectadas de otras redacciones. El internauta también tiene la opción de adquirir la versión digital. El grupo Centre France también dispone de varios sitios de publicidad (Centremploi, Centreimmo, Centreautos, Centreofficielles , etc. ).
El sitio web tiene una media de más de cuatro millones de visitas mensuales. Se puede acceder a nuevos servicios después del registro en el sitio web: alerta por correo electrónico, newsletter (gratuito), consulta de artículos de noticias locales mediante suscripción.

## Difusión
El periódico se distribuye en los seis departamentos de las antiguas regiones administrativas de Auvernia y Limosín. Es el único diario regional en tres de ellos, a saber, Allier, Cantal y Puy-de-Dôme. En Alto Loira, la mayor parte de las ventas se concentran en el sector de Brioude. En Limosín, se retransmite en los departamentos de Corrèze y Creuse.
Los datos de distribución de La Montagne son los del OJD y luego los del ACPM.

## Ediciones locales

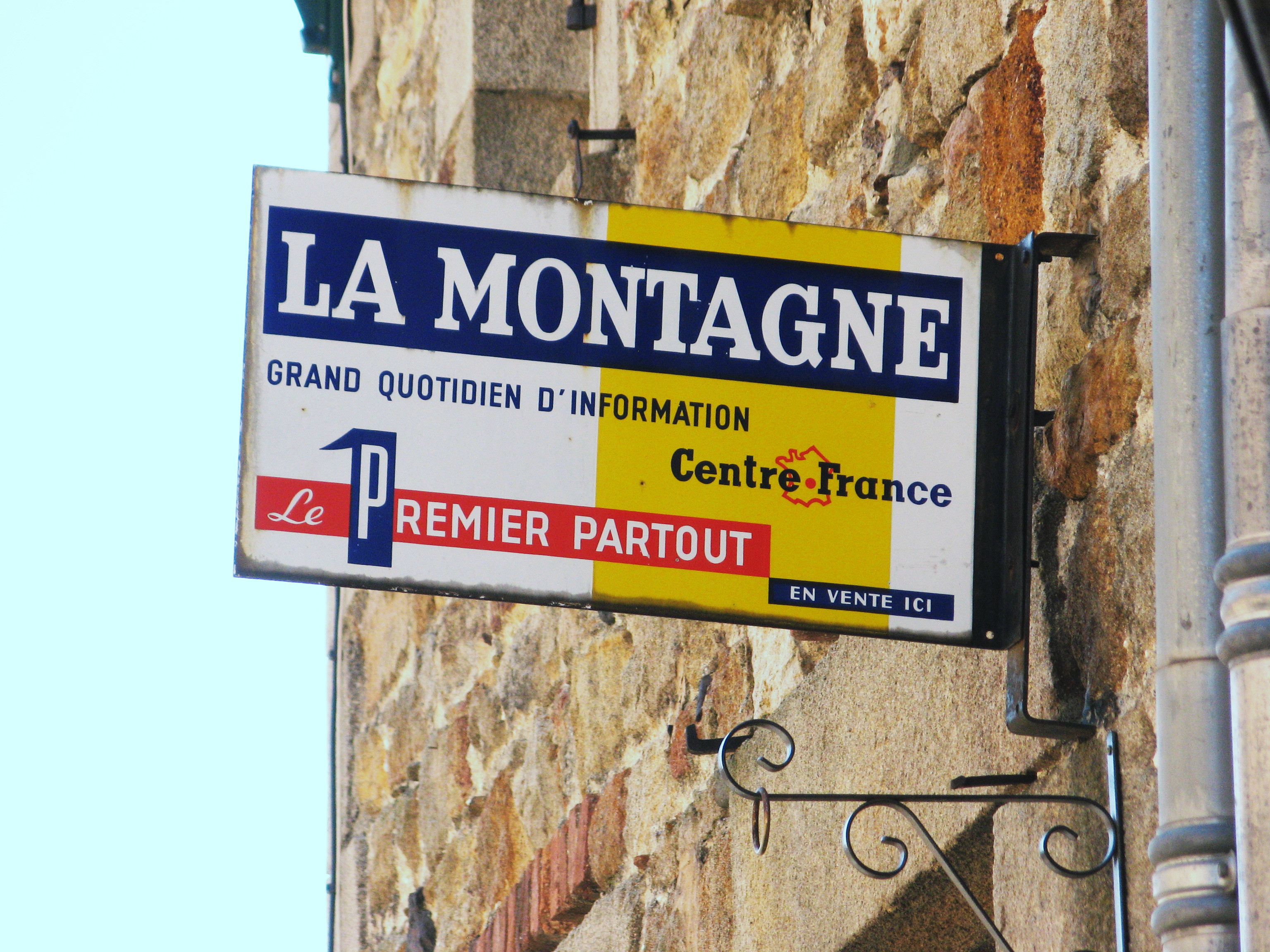
Antiguo cartel de un punto de venta en Puy-de-Dôme.

El diario tiene diez ediciones en total, que cubren seis departamentos.
En la región de Clermont, de 2008 a 2019, hubo tres ediciones diferentes: Clermont-Métropole (centro de la ciudad de Clermont-Ferrand), Clermont-Volcans (ISSN 2109-1579) y Clermont-Limagne (ISSN 2109-1587) que tratan de los suburbios cercanos y lejanos.
Desde 3 de diciembre de 2019, el ámbito de aplicación de las ediciones locales de Puy-de-Dôme y Haute-Loire se ha modificado para tener en cuenta la evolución territorial (intercomunidades, cantones) y, en particular, las zonas de vivienda. La edición de Issoire se fusiona con la de Alto Loira y cubre, entre otros, los municipios de la conurbación de Issoire, el macizo de Sancy y el oeste de Alto Loira (incluido Brioude). El de Clermont-Métropole cubre los municipios de Clermont Auvergne Métropole, Mond'Arverne Communauté así como algunos municipios de Billom Communauté.
Desde esta fecha, las diez ediciones se distribuyen de la siguiente manera:
- 03 Allier: tres ediciones (Montluçon (ISSN 1282-9269), Vichy (ISSN 1282-920X), Molinos (ISSN 1282-9196))
- 15 Cantal: una edición (ISSN 1282-9242)
- 19 Corrèze: una edición (ISSN 1282-9234)
- 23 Creuse: una edición (ISSN 1282-9218)
- 43 Alto Loira y 63 Puy-de-Dôme: cuatro ediciones (Clermont Métropole (ISSN 2109-1560), Issoire-Sancy-Alto Loira (ISSN 1282-9250), Riom (ISSN 1282-9153), Thiers-Ambert (ISSN 1282-917X))

## Dirección del periódico

### Sociedad anónimaLa Montagne
SA La Montagne es la empresa matriz del grupo Centre France.
Alain Védrine preside el consejo de administración desde 30 de junio de 2020.
Soizic Bouju asume el cargo de Director general desde la reunión del Consejo de Administración del 31 de marzo de 2020.

### Lista de jefes de redacción
| fechas             | Jefes de redacción    |
| ------------------ | --------------------- |
| 1921 - ¿?          | Henri Andraud         |
| ¿? - 1943          | Mauricio Felut        |
| 1944 o 1945 - 1965 | Jean-Antoine Pourtier |
| 1970-1986          | André Desthomas       |
| 1986-1992          | Marcel Tourlonías     |
| 1992-1997          | Paul Saigne           |
| 1997-2004          | Jean-Loup Manoussi    |
| 2004 - ¿?          | Philippe Rousseau     |
| ¿? - 2017          | Jean-Yves Vif         |
| 2018 - 2021        | Sandrine Tomás        |

Desde septiembre de 2019, Sandrine Thomas cuenta con tres jefes de redacción adjuntos: Julien Bonnefoy, Roland Seguy y Stéphane Vergeade.

### Dirección editorial departamental
En diciembre de 2021, el grupo Centre France anuncia el nombramiento de dos directores editoriales, bajo la dirección del director general, Soizic Bouju: Stéphane Vergeade y Thibaud Vuitton.
En 2022, se nombran directores editoriales departamentales:
- Allier: Alexandre Chatenet (en funciones);
- Cantal: Pierre Raynaud;
- Creuse: Eric Donzé;
- Corrèze: Tanguy Ollivier;
- Puy de Dôme: Gilles Lalloz;

Al mismo tiempo, para apoyar a los directores editoriales, se crean dos nuevos puestos:
- Un responsable de información del grupo (cargo ocupado por Roland Seguy), cuya función es coordinar todos los contenidos relacionados con las noticias de actualidad, para compartirlos a corto plazo entre los diferentes títulos y ediciones del grupo;
- Un jefe de operaciones especiales del grupo (Julien Bonnefoy), cuya función es anticipar y coordinar acciones editoriales a largo plazo en beneficio de todos los títulos.

## Archivo
- En 2012, La Montagne edición Cantal depositó sus archivos fotográficos de 1955 a 1993[24] (100 000 fotografías) en el Archivo Departamental de Cantal, que los pondrá progresivamente en línea en su sitio web.[25]
- La Biblioteca del Patrimonio de Clermont Auvergne Métropole ha puesto en línea las ediciones de 1919 a 1944 en Overnia.[26]
- El Archivo Departamental de Puy-de-Dôme ha digitalizado todos los números de 1919 a 1951, que sólo pueden consultarse desde la sala de lectura.[27]